# Morphinone
Morphinone est un composé chimique dérivé de la morphine. Il s'agit d'un intermédiaire métabolique clé dans la dégradation de la morphine et est impliqué dans la biotransformation de plusieurs opioïdes.

## Structure et propriétés
Morphinone est un dérivé oxydé de la morphine, possédant une fonction cétone en position 3. Sa formule chimique est C₁₇H₁₇NO₃. Cette molécule conserve le squelette morphinanique des alcaloïdes de l'opium.

## Métabolisme
Morphinone est formé par l'action de l'enzyme morphine déshydrogénase, qui oxyde la morphine en morphinone. Cette réaction est une étape dans le métabolisme des opioïdes chez certains micro-organismes et animaux.

## Applications
Morphinone peut être utilisé dans la synthèse d'autres dérivés opioïdes. Son rôle dans la biotransformation de la morphine le rend pertinent pour les études en pharmacologie et en biotechnologie.